# Dietrich Gengelbach

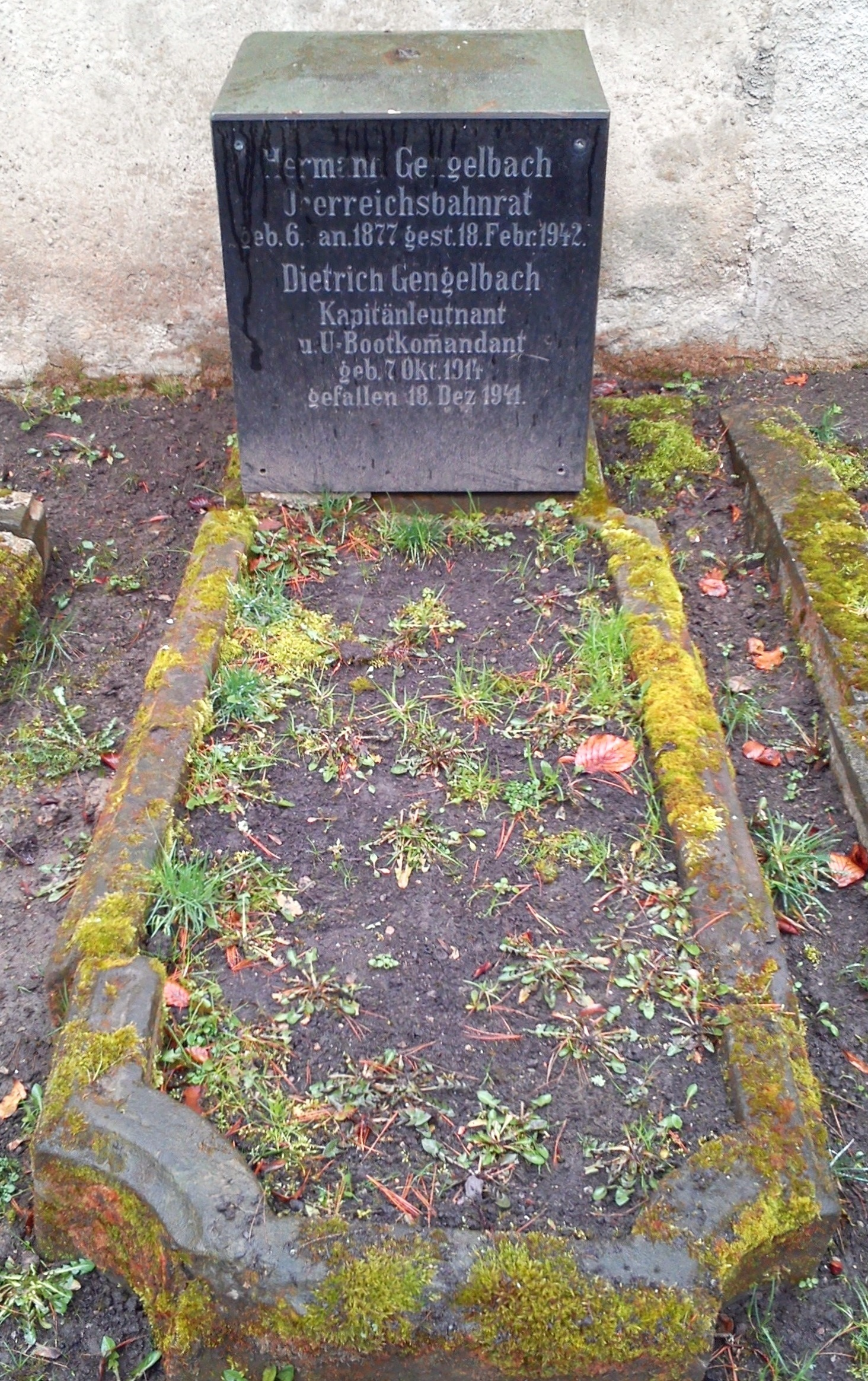
Graf in Historischer Friedhof Weimar.

Dietrich Gengelbach (Salzwedel, Saksen-Anhalt, Duitsland, 7 oktober 1914 – Noord-Atlantische Oceaan, 19 december 1941) was een Kapitein-luitenant ter zee (Kapitänleutnant) en commandant van de U 574 bij de Kriegsmarine tijdens de Tweede Wereldoorlog.

## Zijn loopbaan
Op 1 april 1939 werd Dietrich Gengelbach bevorderd tot Oberleutnant Zur See (Luitenant-ter-zee). Na de gebruikelijke U-bootopleiding kreeg hij het bevel over de U 574 op 12 juni 1941. Op 8 november 1941 vertrok hij voor zijn eerste daadwerkelijke oorlogspatrouille vanuit Kiel, Sleeswijk-Holstein, Duitsland. Op 19 december viel de U 574 het konvooi HG-76 aan dat al vanaf 14 december, dagenlang werd bestookt door de “wolfsbende” van U-boten. Commandant Gengelbach slaagde erin de Britse torpedojager HMS Stanley te treffen met zijn torpedo's en hem tot zinken te brengen.

## De ondergang
In de Noord-Atlantische Oceaan, ter hoogte van Ponta Delgada op 38° 12′ 0″ NB, 17° 23′ 0″ WL sloeg het noodlot toe voor de Duitse bemanning. De sloep HMS Stork van kapitein-ter-zee F. Johnnie Walker, vond de U 574 en bestookte deze met dieptebommen. De sloep was wendbaarder dan de tragere onder water varende U-boot, en zodoende overviel de sloep de U-boot keer op keer. Commandant Gengelbach besloot de lekgeslagen U-boot naar de oppervlakte te brengen. Eens boven water gekomen, gaf de sloep hem geen kwartier en ramde de U-boot. Hierbij kwam Dietrich Gengelbach en 28 van zijn matrozen om. Gelukkig konden nog 16 manschappen zich redden, door in zee te springen. Ze werden daarna opgepikt door de HMS Stork terwijl de U 574 voorgoed ten onder ging. 

## Militaire loopbaan
- Offiziersanwärter: 8 april 1934[3][2]
- Fähnrich zur See: 1 juli 1935[3][2]
- Oberfähnrich zur See: 1 januari 1937[3][2]
- Leutnant zur See: 1 april 1937[3][2]
- Oberleutnant Zur See: 1 april 1939[3][2]
- Käpitanleutnant: 1 januari 1942 (Postuum)[3][2]

## U-bootcommando
- U 574: 12 juni 1941 - 19 december 1941 (+) - Eén patrouille (42 dagen)

## Schip getroffen door Gengelbach
- 19 december 1941:  Verenigd Koninkrijk HMS Stanley (L 73) - 1.190 bruttoton